# Jakub Błaszczykowski
Jakub Błaszczykowski (Truskolasy, 14. prosinca 1985.), umirovljeni je poljski nogometaš i bivši poljske reprezentativac koji igra na poziciji veznog igrača. 

## Igračka karijera
Jakub je profesionalnu karijeru započeo u Częstochowi 2003. godine, 2005. prelazi u Wisłu iz Krakówa. Poslije dobrih igara u poljskoj ligi prelazi 2007. u Borussiju Dortmund za koju je odigrao preko 195 ligaških utakmica i postigao 27 pogodaka.

## Uspjesi
Wisła Kraków
- Ekstraklasa: 1

2004./05.
Borussia Dortmund
- Bundesliga: 2

2010./11., 2011./12.
Dva puta je 2008. i 2010. godine proglašavan za Poljskog nogometaša godine. Godine 2006. bio je najbolji vezni igrač poljske Ekstraklase, čitatelji magazina "Sport" dva su ga puta 2008. i 2010. izabrali za nogometaša godine.
Dobio je priznanje za najboljeg igrača Borussije Dortmund 2008. godine. Poljski nogometni izbornik objavio je u svibnju 2016. popis za nastup na Europskom prvenstvu u Francuskoj, na kojem se nalazio Błaszczykowski.

## Vanjske poveznice
- Poljski nogometni savez[neaktivna poveznica] (polj.)